# Partido Comunista Salvadoreño
Partido Comunista Salvadoreño (PCS), auch Partido Comunista de El Salvador (PCES) (Deutsch: Kommunistische Partei El Salvadors) ist eine erstmals 1930 entstandene und 2005 wieder gegründete salvadorianische Partei. Sie vertritt einen marxistisch-leninistischen Standpunkt.

## Geschichte
Die PCES wurde am 30. März 1930 von Abel Cuenca, Miguel Mármol und Modesto Ramírez gegründet und gehörte von Beginn an der Komintern an.
Eine wichtige Basis baute sich die Partei im Westen des Landes auf, wo es infolge der Ausweitung des Kaffeeanbaus seit Ende des 19. Jahrhunderts auf Kosten der indigenen Pipil-Bevölkerung große Unzufriedenheit gab.
1931 wurde die Partei unter Präsident Arturo Araujo als Partei zugelassen.
Sie nahm 1932 erstmals an den Parlaments- und Kommunalwahlen teil. Bei den Kommunalwahlen gewann die PCES in einer Reihe von Gemeinden, so etwa in Juayúa in der Region der Pipil, mehrere Sitze. Diese wurden jedoch durch den am 2. Dezember 1931 an die Macht geputschten Verteidigungsminister General Maximiliano Hernández Martínez und seinem Regime annulliert und ein Parteiverbot erlassen. Die PCES plante daraufhin einen Aufstand, von dem jedoch die Staatsführung erfuhr. Die Kommunisten Agustín Farabundo Martí, Mario Zapata, Alfonso Luna wurden daraufhin verhaftet.
In den indigenen Pipil-Gemeinden im Westen des Landes waren jedoch bereits Vorbereitungen für den Aufstand getroffen worden, welche eine von der PCES unabhängige Dynamik bekommen hatten und durch die PCES-Führung nicht mehr verhindert werden konnte. Am 22. Januar besetzten Pipil-Bauern die Bürgermeisterämter (alcaldías) in mehreren Gemeinden, so in Izalco, Nahuizalco und Tacuba. In Juayúa, das zu einer Hochburg des Aufstandes wurde, leitete der Pipil und PCES-Angehörige Francisco Sánchez die Widerstandsaktionen. Der Aufstand wurde jedoch nach wenigen Tagen niedergeschlagen, und im Anschluss kam es zur „Matanza“, einem Gemetzel, bei dem Regierungstruppen und paramilitärische Einheiten der Großgrundbesitzer etwa 30.000 Bauern töteten. Francisco Sánchez, Agustin Farabundo Marti, Alfonso Luna und Mario Zapata, aber auch Bauernführer außerhalb der PCES wie Feliciano Ama wurden hingerichtet. Miguel Mármol gelang es, einem Hinrichtungskommando zu entkommen, weil er für tot gehalten wurde.
Es folgten lange Jahrzehnte der Illegalität.
Die Partei wurde in den 1960er Jahren von Salvador Cayetano Carpio geführt, bevor dieser die PCES verließ und die Fuerzas Popular de Liberación „Farabundo Martí“ (FPL) gründete und den bewaffneten Kampf gegen das von der Armee gestützte Regime begann. 1980 führte Schafik Handal die PCES zusammen mit vier anderen politischen Organisationen in die Frente Farabundo Martí para la Liberación Nacional (FMLN). Dort bestand sie als eigenständige Organisation noch bis 1994 unter der Führung Handals fort. Nach den Parlamentswahlen von 1994 lösten sich die fünf Organisationen der FMLN, darunter auch die PCES, auf und gingen vollständig in der FMLN auf. Handal wurde Kandidat der FMLN bei den Präsidentschaftswahlen 2004.
Am 27. März 2005 wurde die Partei wiedergegründet.